# Frith Happé Animations

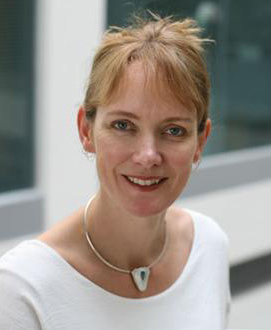
Francesca Happé, en av skaparna till Frith-Happé animations

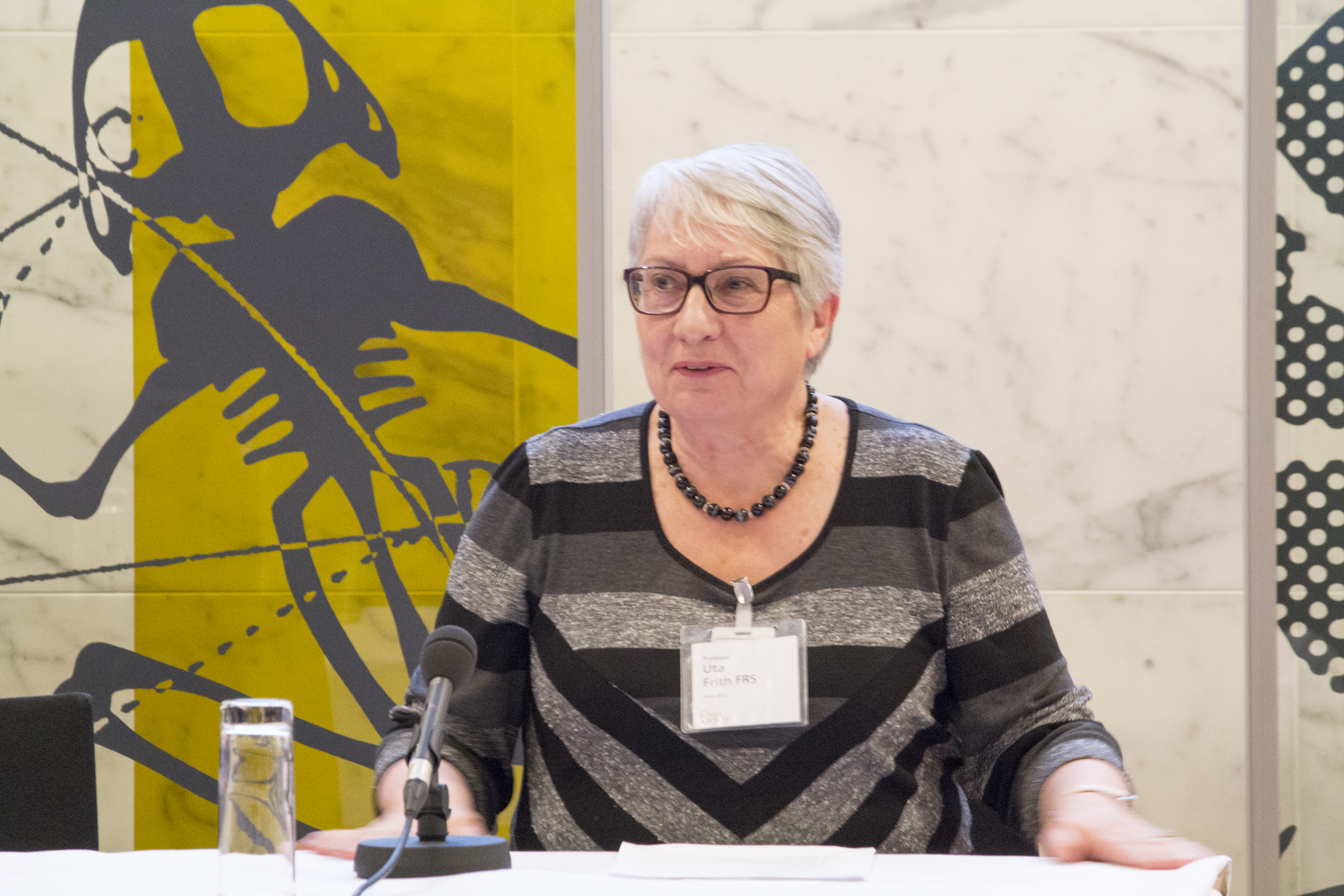
Uta Frith, en av skaparna till Frith-Happé animations

Frith Happé Animations är ett psykologiskt test avsett att mäta inlevelseförmåga, definierat som förmågan att kunna sätta sig in i andra personers tankar, intentioner och uppfattningar.
Testet är skapat av Uta Frith och Francesca Happé och kallas även för Animated shapes eller Animated triangels. Det bygger ursprungligen på en studie av Heider och Simmels från 1944, vilket visade att vuxna personer tenderade att läsa in intentioner i två trianglar som rörde sig i en tyst animation. Studien var därmed en av de första att visa hur vi som människor relaterar olika psykologiska tillstånd som intention och mål till rörelser. I Heder och Simmels studie animation visas två trianglar och en cirkel som i tystnad rör sig i förhållande till varandra. Utifrån deras rörelser lyckades testpersonerna  läsa in olika scenarion, där ett av de populäraste var ett triangeldrama där de två trianglarna slogs om cirkelns gunst. 

## Testets utformning
I Frith Happé Animations används en uppsättning animationer som precis som i Heder och Simmels studie innefattar två trianglar som rör sig i relation till varandra. Testsituationen går ut på att deltagarna får se ett antal animationer och därefter beskriva vad de tror händer i dessa animationer.  Trianglarnas rörelser är här tänkta att gestalta olika typer av scenarion. De är därmed tänkta att mäta i vilken grad testdeltagarna kan sätta sig in i andras uppfattningar och intention utifrån rörelsemönster. För att göra detta krävs en mer grundläggande form av inlevelseförmåga (Theory of Mind) som även kallats implicit inlevelseförmåga. 

## Implicit kontra explicit inlevelseförmåga
Implicit inlevelseförmåga innebär att vi läser in andras psykologiska tillstånd på ett mer omedvetet och intuitivt sätt, jämfört med explicit inlevelseförmåga som innebär att vi mer medvetet tänker och resonerar runt vad den andre personen kan tänkas ha för intention eller uppfattning. Implicit inlevelseförmåga är en snabbare förmåga, men också mindre flexibel. Den är mer direkt och relaterar det vi ser i form av kroppsspråk och ansiktsuttryck till en intention eller uppfattning som vi vanligtvis förknippar med detta sätt att agera. Eftersom det ibland händer att personer har en annan intention eller uppfattning än den som vi förknippar med ett visst agerande, kommer den implicita förmågan till inlevelseförmåga ibland leda oss fel. Vid dessa tillfällen behöver vi koppla till vår explicita förmåga till inlevelseförmåga som är mer krävande men också mer flexibel genom att den låter oss föreställa oss andra tänkbara uppfattningar och intentioner till en persons agerande.

## Frith Happé Animations i forskning
Inlevelseförmåga har visat sig vara begränsad olika typer av psykiatriska problematik som schizofreni, olika affektiva tillstånd och personlighetssyndrom. En grupp som särskilt kännetecknas av begränsning i denna förmåga är personer med en diagnos inom autismspektrumstörning. Enligt en del forskare menar att en begränsad förmåga till inlevelseförmåga utgör grunden för de symptom som kännetecknar autismspektrumstörning. Flera studier har visat att vissa personer med autismspektrumstörning trots allt klarar traditionella test av inlevsleförmåga som mäter en mer explicit form av inlevelseförmåga. Samtidigt har dessa personer visat sig lika begränsade i social interaktion som de personer med autismspektrumstörning som misslyckas i dessa explicita test. Detta har tolkats som att det framförallt är begränsningar i den implicita förmågan till inlevelseförmåga som är begränsad hos dessa personer. Eftersom Frith Happé Animations mer mäter denna implicita förmåga till inlevelseförmåga har det visat sig bättre lämpat för att fånga svårigheterna hos dessa personer med autismspektrumstörning. Testet har i flera studier kunna skilja ut begränsningar till inlevelseförmåga hos personer med autismspektrumstörning som vanligen klarar de mer traditionella testen av denna förmåga.
Testet har också  använts för att kartlägga hjärnstrukturer involverade i förmågan till inlevelseförmåga och för att mäta begränsningar i inlevelseförmåga hos personer med schizofreni.